# Mario Titze
Mario Titze (* 12. Juni 1962 in Karl-Marx-Stadt) ist ein deutscher Kunsthistoriker und Denkmalpfleger.

## Leben
Titze studierte an der Karl-Marx-Universität Leipzig und an der Akademie der Wissenschaften in Tiflis Kunstgeschichte. An der Universität Leipzig wurde er 1992 mit einer Dissertationsschrift über die barocke Bausubstanz der erzgebirgischen Bergstadt Schneeberg zum Dr. phil. promoviert. Er ist Referatsleiter im Landesamt für Denkmalpflege und Archäologie Sachsen-Anhalt mit Sitz in Halle/Saale, und Kommissionsmitglied der Kommission für die Kunstgeschichte Mitteldeutschlands an der Sächsischen Akademie der Wissenschaften zu Leipzig. Er ist Autor zahlreicher Bücher und Aufsätze zur Kunst- und Kulturgeschichte Mitteldeutschlands.
Er lebt in Leipzig.

## Schriften (Auswahl)
- Barockskulptur im Herzogtum Sachsen-Weissenfels (= Denkmalorte, Denkmalwerte Band 4), Landesamt für Denkmalpflege und Archäologie Sachsen-Anhalt, Landesmuseum für Vorgeschichte, Halle/Saale 2007, ISBN 978-3-86568-316-8.
- (mit Harald Kleinschmidt) Landkreis Jessen (= Denkmalverzeichnis Sachsen-Anhalt Band 1), Fliegenkopf-Verlag, Halle/Saale 1993, ISBN 978-3-910147-60-7.
- Das barocke Schneeberg. Kunst und städtische Kultur des 17. und 18. Jahrhunderts in Sachsen, Sandstein Verlag, Dresden 2002, ISBN 978-3-930382-77-4.
- (mit Harald Kleinschmidt) Landkreis Wittenberg. Altkreise Wittenberg und Gräfenhainichen (= Denkmalverzeichnis Sachsen-Anhalt Band 11), Imhof, Petersberg 2002, ISBN 978-3-935590-56-3.